# Kunduran (Ulu Musi)
Kunduran is een bestuurslaag in het regentschap Empat Lawang van de provincie Zuid-Sumatra, Indonesië. Kunduran telt 923 inwoners (volkstelling 2010).